# Bulgarische Fußballnationalmannschaft (U-17-Juniorinnen)
Die bulgarische U-17-Fußballnationalmannschaft der Frauen repräsentiert Bulgarien im internationalen Frauenfußball. Die Nationalmannschaft untersteht dem Bulgarischen Fußballverband und wird von Troyan Radulov trainiert.
Die Mannschaft wurde im Jahr 2007 für die neu geschaffene U-17-Europameisterschaft gegründet und tritt seither in der EM-Qualifikation für Bulgarien an. Zumeist belegt das Team jedoch in der ersten Qualifikationsrunde punktlos den letzten Platz in seiner Gruppe. Einzig im Jahr 2019 qualifizierte sich die bulgarische U-17-Auswahl als Gastgeber erstmals für eine Europameisterschaft, schied jedoch nach drei Niederlagen in der Vorrunde ohne Punkte und mit 1:8 Toren aus.

## Turnierbilanz

### Weltmeisterschaft
| Jahr   | Gastgeber           | Platzierung        |
| ------ | ------------------- | ------------------ |
| 2008   | Neuseeland          | nicht qualifiziert |
| 2010   | Trinidad und Tobago | nicht qualifiziert |
| 2012   | Aserbaidschan       | nicht qualifiziert |
| 2014   | Costa Rica          | nicht qualifiziert |
| 2016   | Jordanien           | nicht qualifiziert |
| 2018   | Uruguay             | nicht qualifiziert |
| 2021 1 | Indien 1            | – 1                |
| 2022   | Indien              | nicht qualifiziert |

### Europameisterschaft
| Jahr   | Gastgeber               | Platzierung            |
| ------ | ----------------------- | ---------------------- |
| 2008   | Schweiz                 | 1. Qualifikationsrunde |
| 2009   | Schweiz                 | 1. Qualifikationsrunde |
| 2010   | Schweiz                 | 1. Qualifikationsrunde |
| 2011   | Schweiz                 | 1. Qualifikationsrunde |
| 2012   | Schweiz                 | 1. Qualifikationsrunde |
| 2013   | Schweiz                 | 1. Qualifikationsrunde |
| 2014   | England                 | 1. Qualifikationsrunde |
| 2015   | Island                  | 1. Qualifikationsrunde |
| 2016   | Belarus                 | 1. Qualifikationsrunde |
| 2017   | Tschechien              | 1. Qualifikationsrunde |
| 2018   | Litauen                 | 1. Qualifikationsrunde |
| 2019   | Bulgarien               | Gruppenphase           |
| 2020 2 | Schweden 2              | – 2                    |
| 2021 2 | Färöer 2                | – 2                    |
| 2022   | Bosnien und Herzegowina | 1. Qualifikationsrunde |
| 2023   | Estland                 | Liga B                 |